# Torrente (hidrografía)

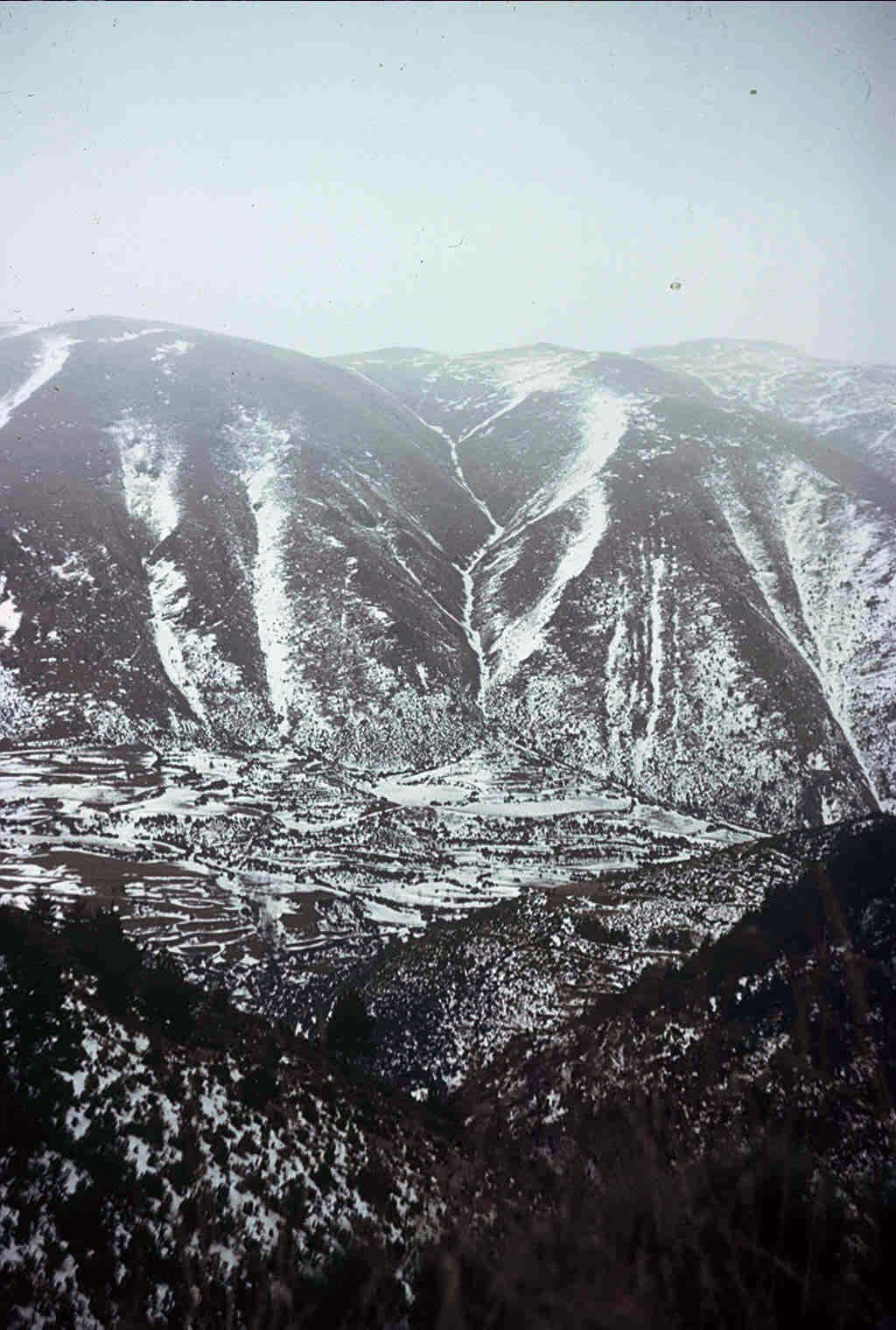
Torrente pirenaico cerca del puerto de Tosas. En el mismo puede verse la cuenca de recepción, el canal de desagüe y el cono de deyección.

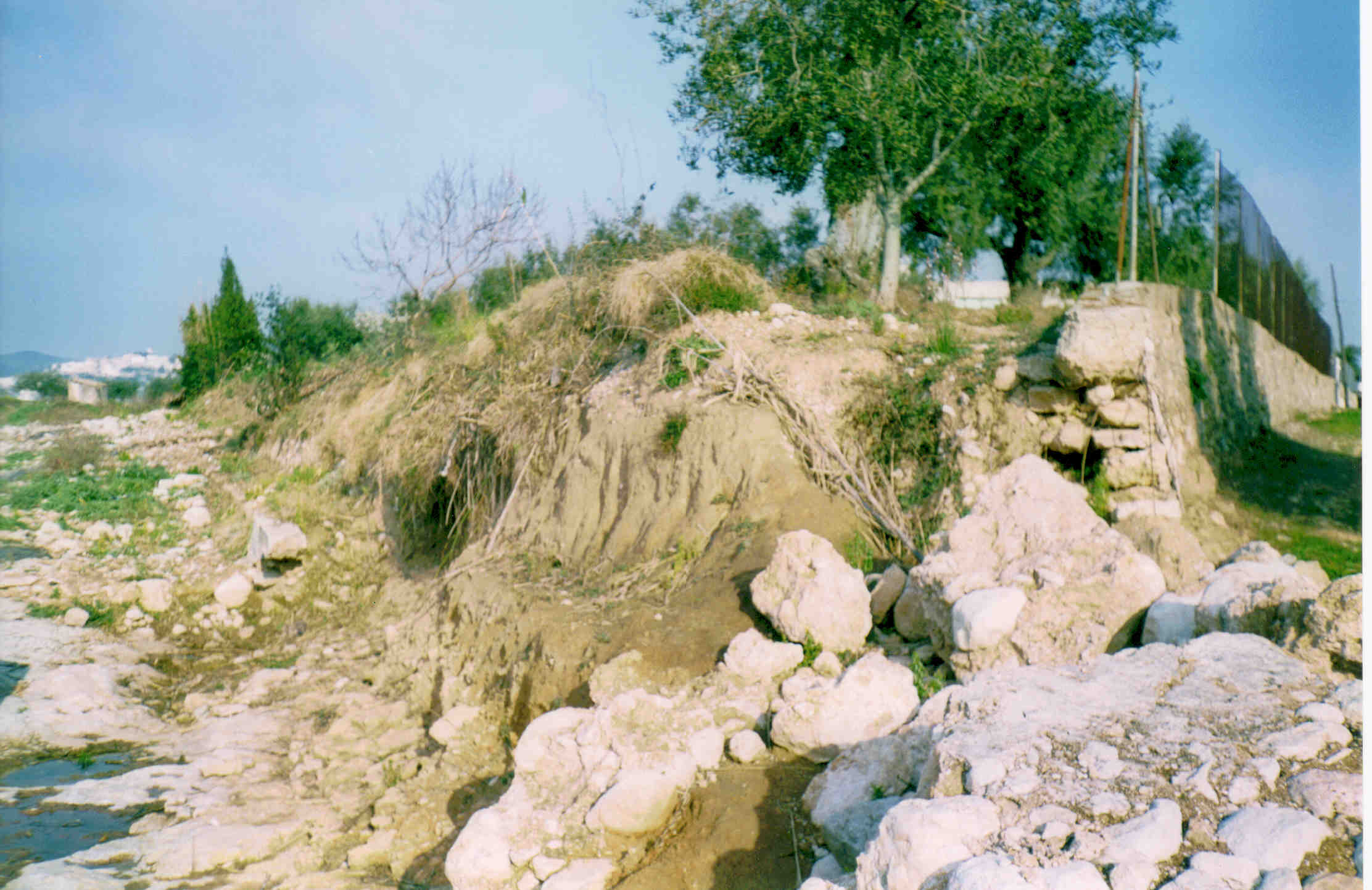
Efectos de la erosión durante una crecida violenta y destructora en la Riera de la Bisbal en su paso por el Camí vell de Sant Salvador.

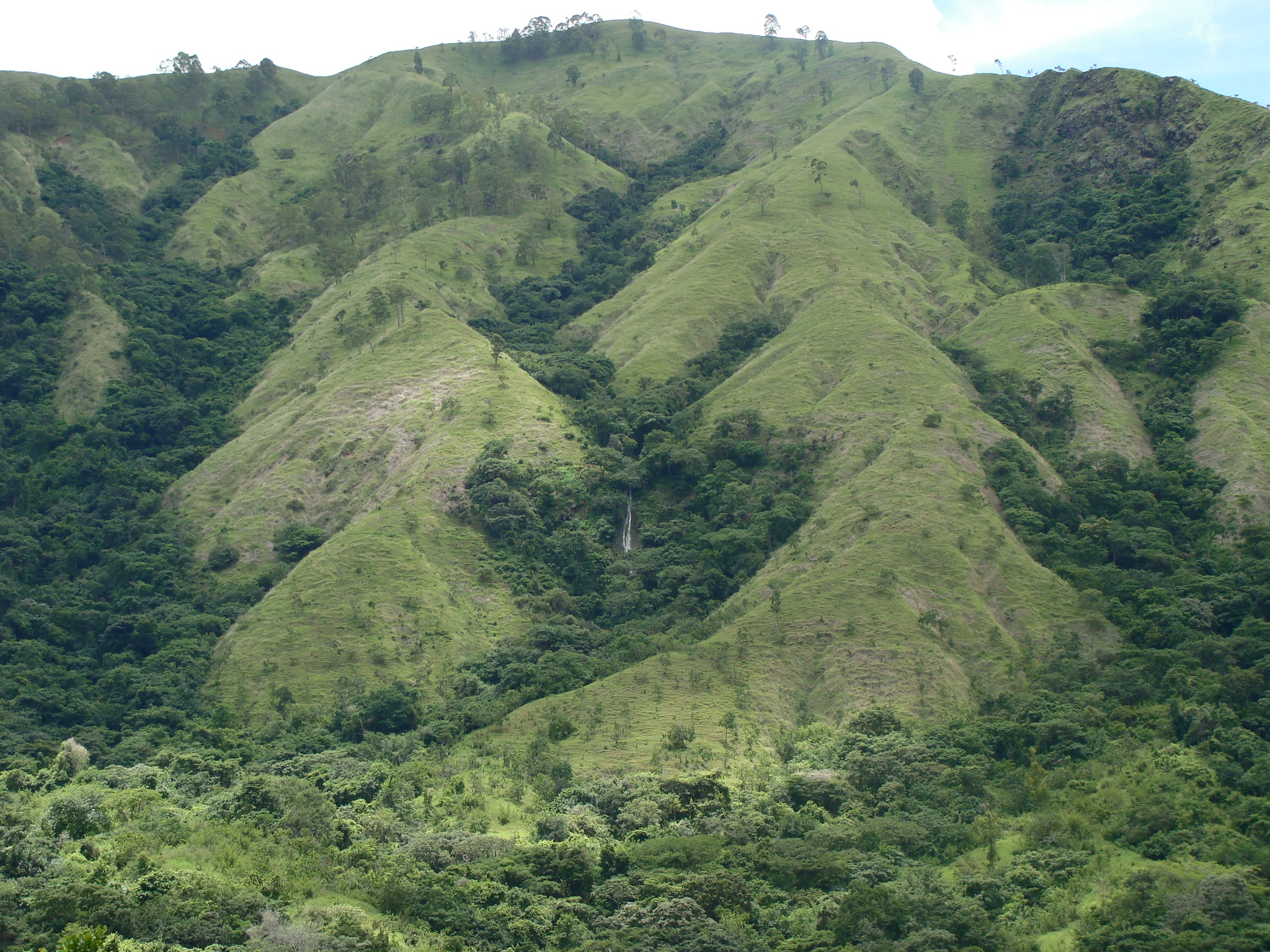
Un pequeño torrente que desemboca en el río San Juan (a su vez, afluente del río Guárico en Venezuela, perteneciente a la cuenca del Orinoco, se desprende de la vertiente meridional de la Serranía del Interior.

Un torrente es una corriente natural de agua situada en una zona montañosa, con fuertes pendientes, caudal irregular y que puede tener gran capacidad de erosión. Es un término muy empleado en geografía física, especialmente en hidrografía y geomorfología. 

## Corriente y cauce
A menudo se emplea el término torrente como sinónimo de barranco, aunque este último término parece tener una relación más estrecha con el cauce de un torrente que con la propia corriente fluvial del mismo. También se emplea con frecuencia, sobre todo en la parte oriental de la península ibérica, el término de origen árabe, rambla.
Algunos torrentes de áreas muy secas en las regiones propiamente desérticas reciben el nombre de quebradas y representan el caso extremo de un torrente con crecidas ocasionales e impetuosas en cauces que permanecen secos el resto del tiempo. 

## Partes de un torrente
Las partes típicas de un torrente son: 
- Cuenca de recepción (erosión), donde se recogen las aguas durante las lluvias. En la imagen que muestra las partes de un pequeño torrente en los Pirineos puede verse con su forma de un embudo en la parte superior de la ladera. Dicho torrente está orientado hacia el norte, por lo que la imagen está dirigida hacia el sur, es decir, hacia las laderas de umbría (que reciben menos sol) quedando la parte con más nieve a un lado lo cual se puede deber a la procedencia del viento durante la tormenta que originó dicha acumulación: por lo general, la mayor cantidad de nieve se acumula en las laderas de barlovento, mientras que en las de sotavento, la nieve dura menos tiempo. Sin embargo, es justo señalar que esta idea no siempre se cumple, ya que si se trata de un viento seco y cálido (viento foehn), como sucede muchas veces en algunos valles de los Pirineos, puede hacer desaparecer la nieve en la ladera más expuesta a dicho viento. También es importante la incidencia de los rayos solares (vertientes de solana y umbría, porque los rayos solares explican aún más, la diferente cantidad de nieve en las dos laderas: como es una foto dirigida hacia el sur, el oeste queda hacia la derecha y la nieve se acumula en este lado porque inciden los rayos solares con menor intensidad durante la tarde por la sombra de la montaña y por la mayor nubosidad al final del día.
- Canal de desagüe (transporte), donde el cauce se hace más angosto y profundo al acentuarse la erosión vertical. Forma un valle en "V" típico cuando su origen está exclusivamente en las aguas fluviales.
- Cono de deyección o abanico aluvial (sedimentación), donde se acumulan los sedimentos (bloques, cantos rodados, grava, arena) arrastrados por las aguas del torrente durante las crecidas, que se acumulan en forma de abanico al llegar a zonas de menor pendiente, generalmente, en el fondo del valle principal. Puede intuirse el cambio brusco de pendiente en el comienzo del cono de deyección.

## Los torrentes en las zonas lluviosas

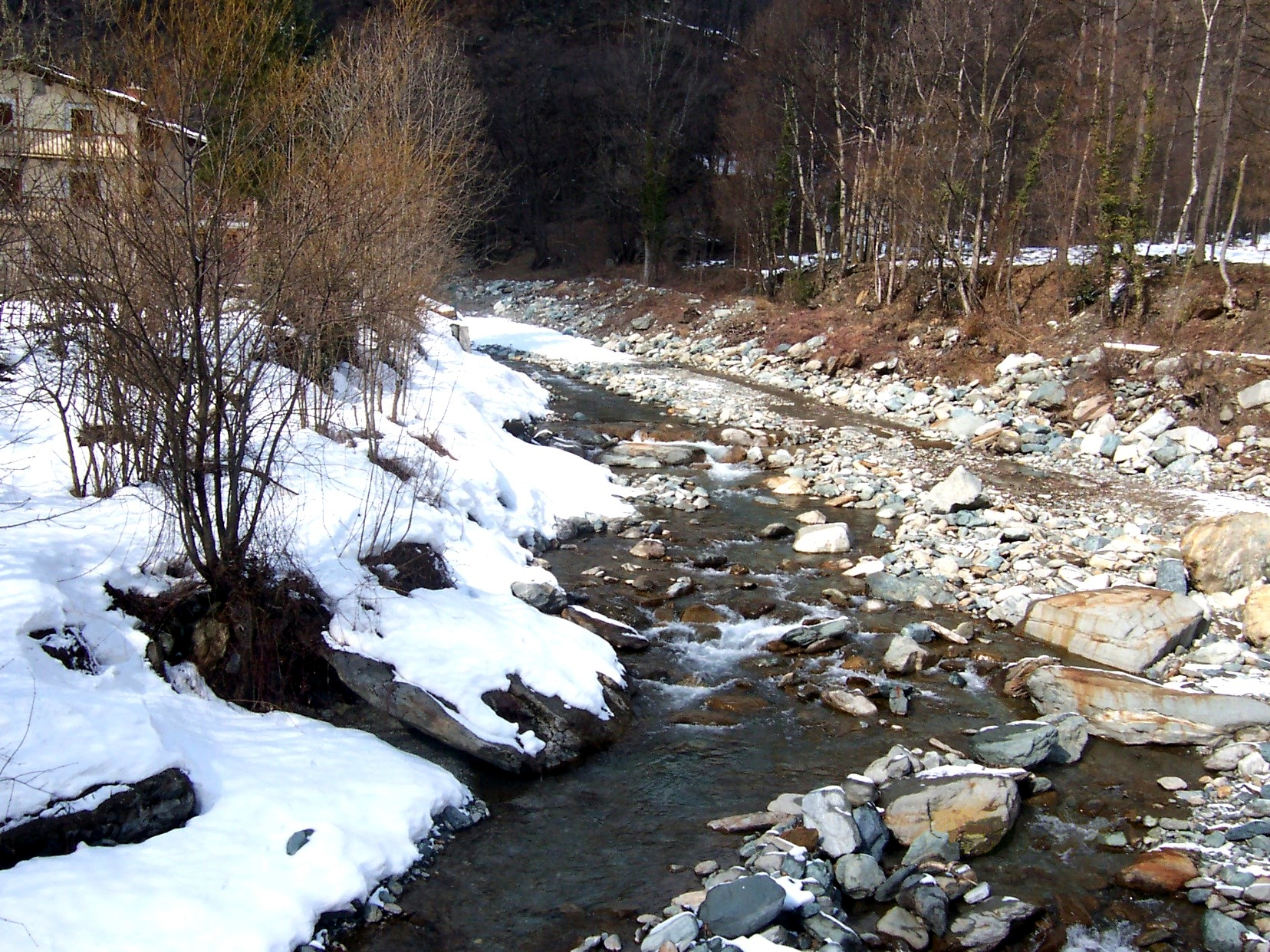
Torrente en los Alpes, Italia.

En la zona intertropical de selva, la vegetación puede modificar radicalmente lo que se ha dicho sobre la erosión en el canal de desagüe, ya que en el talweg del torrente, es decir, en la parte más profunda del valle o del cauce es donde la vegetación es más espesa con lo cual, no solo se impide o limita la erosión sino que contribuye a que la escorrentía sea mucho más lenta, convirtiendo una pequeña cuenca de un par de hectáreas o de menor tamaño en una corriente permanente de agua, como puede verse en la imagen superior de un pequeño afluente del río San Juan cerca de San Juan de los Morros, en Venezuela ya que el caudal del mismo, que puede verse en la cascada, puede permanecer bastantes días aunque no llueva.

## Régimen torrencial
Por analogía con la intensidad de las crecidas y de la breve duración de las mismas, se dice que un río es de régimen torrencial cuando presenta un comportamiento muy irregular de su caudal, casi seco durante gran parte del tiempo y con crecidas violentas y destructoras en ciertos momentos. Son de régimen irregular los ríos de las regiones áridas o semiáridas. 
También reciben el nombre de lluvias torrenciales las que son muy intensas y de breve duración.